# Australian Open 2010 - Doppio femminile in carrozzina
Korie Homan e Esther Vergeer erano le detentrici del titolo, ma la Vergeer non ha partecipato quest'anno.

Homan ha fatto coppia con Jiske Griffoen.
Florence Gravellier e Aniek Van Koot hanno battuto in finale 6–3, 7–6(2) Lucy Shuker and Daniela Di Toro.

## Teste di serie
1. Jiske Griffoen /  Korie Homan (semifinali)
2. Lucy Shuker /  Daniela Di Toro (finale, ritirate)

## Tabellone

### Legenda
| - Q = Qualificato - WC = Wild card - LL = Lucky loser | - ALT = Alternate - SE = Special Exempt - PR = Protected Ranking | - w/o = Walkover - r = Ritirato - d = Squalificato |

### Fase finale
|  | Semifinali | Semifinali                         | Semifinali                         | Semifinali                         | Semifinali |  |  | Finale | Finale                             | Finale                             | Finale | Finale |  |
|  |            |                                    |                                    |                                    |            |  |  |        |                                    |                                    |        |        |  |
|  | 1          | Jiske Griffoen Korie Homan         | Jiske Griffoen Korie Homan         | Jiske Griffoen Korie Homan         | w/o        |  |  |        |                                    |                                    |        |        |  |
|  |            | Florence Gravellier Aniek Van Koot | Florence Gravellier Aniek Van Koot | Florence Gravellier Aniek Van Koot |            |  |  |        | Florence Gravellier Aniek Van Koot | Florence Gravellier Aniek Van Koot | 6      | 7      |  |
|  |            | Katharina Krüger Annick Sevenans   | Katharina Krüger Annick Sevenans   | 1                                  | 1          |  |  | 2      | Lucy Shuker Daniela Di Toro        | Lucy Shuker Daniela Di Toro        | 3      | 6(2)   |  |
|  | 2          | Lucy Shuker Daniela Di Toro        | Lucy Shuker Daniela Di Toro        | 6                                  | 6          |  |  |        |                                    |                                    |        |        |  |